# Момирович, Томислав
Томислав Момирович, (серб. кир. Томислав Момировић; род. 19 октября 1983, Белград), так же известен под прозвищем Тома Мона — сербский предприниматель и менеджер гостиничного бизнеса, министр транспорта, строительства и инфраструктуры (2020—2022).

## Биография
Окончил юридический факультет Белградского университета. С 2007 года работал консультантом в семейном бизнесе Mona. В 2011 году он стал генеральным директором отдельной компании Mona Hotel Management, управляя, несколько отелей. В 2016 году он стал президентом этой компании. Он также руководил ассоциацией отельеров и рестораторов HORES .
В октябре 2020 года он вступил в должность министра транспорта, строительства и инфраструктуры тогдашнего второго правительства Аны Брнабич.
В сентябре 2024 года приобрёл скандальную известность, заявив, в ответ на критику высоких потребительских цен, что двух яиц в день, стоимостью в 22 динара, достаточно взрослому человеку, чтобы чувствовать себя сытым. 

## Награды
- Золотая медаль «За заслуги» (2024, Сербия)[7].